# Dai Morris
Pas d'image ? Cliquez ici

a Compétitions nationales et continentales officielles uniquement.

b Matchs officiels uniquement.
Dernière mise à jour le 1 février 2024.
William David Morris est né le 11 novembre 1941 à Rhigos (pays de Galles). C’est un ancien joueur de rugby à XV, qui a joué avec l'équipe du Pays de Galles de 1967 à 1974, évoluant au poste de troisième ligne aile.

## Carrière
Il a disputé son premier test match le 1er avril 1967, contre la France, et son dernier test match fut contre l'Angleterre, le 16 mars 1974.

## Palmarès
- Sélections en équipe nationale : 34
- Sélections par année : 2 en 1967, 4 en 1968, 7 en 1969, 5 1970, 4 en 1971, 4 en en 1972, 4 en 1973 et 4 en 1974
- Tournois des Cinq Nations disputés : 1967, 1968, 1969, 1970, 1971, 1972, 1973, 1974
- Vainqueur du tournoi des cinq nations en: 1969, 1970, 1971, 1973
- Grand Chelem en Rugby du Pays de Galles en 1971